# Cocoon (jogo eletrônico)
Cocoon é um jogo eletrônico de aventura e quebra-cabeça lançado em 2023, desenvolvido pela Geometric Interactive e publicado pela Annapurna Interactive. No jogo, o jogador controla um besouro que pode pular entre mundos, resolvendo enigmas para desvendar os mistérios do universo. O jogo foi lançado em 29 de setembro de 2023 para Nintendo Switch, PlayStation 4, PlayStation 5, Microsoft Windows, Xbox One e Xbox Series X/S.
Cocoon foi bem recebido pela crítica, com resenhas majoritariamente positivas.

## Jogabilidade

Em Cocoon, o jogador pode puxar objetos específicos encontrados ao longo do mundo.

Cocoon é um jogo de quebra-cabeça visto de uma perspectiva de terceira pessoa, onde o jogador controla uma pequena criatura insetoide que navega por vários mundos desolados.
O jogo começa quando a criatura acorda em um terreno baldio e logo após descobre uma misteriosa esfera. Cada esfera contém um dos mundos do jogo, permitindo ao jogador saltar entre eles, ao mesmo tempo em que também serve como uma habilidade única em si mesma. A esfera também pode ser usada para energizar diversas máquinas encontradas nesses mundos desolados, como elevadores e plataformas. Ao chegar ao final de cada mundo representado por uma esfera, o jogador enfrenta um chefe que deve ser derrotado utilizando uma mecânica específica para impedir a criatura.

## Recepção
Cocoon recebeu críticas "geralmente favoráveis", de acordo com o agregador de críticas Metacritic. No OpenCritic, 98% dos críticos recomendam o jogo.
Kim Hana, da IGN, elogiou o design dos puzzles, escrevendo: "ver como cada peça do quebra-cabeça interage com as outras e descobrir as camadas entre elas é uma das coisas mais fascinantes e envolventes que vi em muito tempo". Christian Donlan, da Eurogamer, apreciou a direção de arte de Cocoon, sentindo que o jogo capturou a natureza alienígena do cenário: "você está explorando mundos que são ao mesmo tempo viscosos e orgânicos, cheios de tumores e sacos fortemente vascularizados e mandíbulas trêmulas".
Rachel Watts, do GamesRadar+, gostou de como o jogo coloca o jogador em um "estado de fluxo" com os quebra-cabeças: "Claro, pode ser necessário ativar os neurônios para resolver um ou dois quebra-cabeças, mas a maioria proporciona uma experiência mais meditativa".
Na análise do jogo pela Game Informer, Kyle Hilliard achou que alguns dos quebra-cabeças podiam ser um pouco longos, dizendo: "Há alguns momentos em que senti que estava apenas passando por um processo para terminar um quebra-cabeça, em vez de chegar a um momento de catarse brilhante". Escrevendo para a Polygon, Grayson Morley disse que adorou a trilha sonora, sentindo que ela complementava perfeitamente a atmosfera: "Uma trilha sonora sintetizada deslumbrante acompanha sua jornada, ocasionalmente entrelaçada com um glissando de piano abafado que nunca deixa de inspirar medo".
Ed Thron, do Rock Paper Shotgun, elogiou o jogo por não ser excessivamente obscuro, escrevendo que "as soluções costumam ser reviravoltas intuitivas em um projeto", em vez de "trocas de mundo que quebram a cabeça".

## Prêmios e indicações
O jogo foi selecionado pela Eurogamer como o Jogo do Ano.
| Ano  | Premiação                         | Categoria                                 | Resultado      | Ref(s). |
| ---- | --------------------------------- | ----------------------------------------- | -------------- | ------- |
| 2023 | Golden Joystick Awards            | Melhor Jogo do Ano                        | Indicado       | [ 19 ]  |
| 2023 | Golden Joystick Awards            | Melhor Jogo Indie                         | Indicado       | [ 19 ]  |
| 2023 | Golden Joystick Awards            | Prêmio de Revelação                       | Venceu         | [ 19 ]  |
| 2023 | The Game Awards 2023              | Melhor Jogo Independente                  | Indicado       | [ 20 ]  |
| 2023 | The Game Awards 2023              | Melhor Estreia Independente               | Venceu         | [ 20 ]  |
| 2024 | 27º D.I.C.E. Awards               | Jogo do Ano                               | Pendente       | [ 21 ]  |
| 2024 | 27º D.I.C.E. Awards               | Jogo de Aventura do Ano                   | Pendente       | [ 21 ]  |
| 2024 | 27º D.I.C.E. Awards               | Conquista Notável de um Jogo Independente | Pendente       | [ 21 ]  |
| 2024 | 27º D.I.C.E. Awards               | Conquista Notável em Direção de Jogo      | Pendente       | [ 21 ]  |
| 2024 | 27º D.I.C.E. Awards               | Conquista Notável em Design de Jogo       | Pendente       | [ 21 ]  |
| 2024 | 27º D.I.C.E. Awards               | Conquista Notável em Design de Áudio      | Pendente       | [ 21 ]  |
| 2024 | 24º Game Developers Choice Awards | Jogo do Ano                               | Pendente       | [ 22 ]  |
| 2024 | 24º Game Developers Choice Awards | Melhor Áudio                              | Menção Honrosa | [ 22 ]  |
| 2024 | 24º Game Developers Choice Awards | Melhor Estreia                            | Pendente       | [ 22 ]  |
| 2024 | 24º Game Developers Choice Awards | Melhor Design                             | Pendente       | [ 22 ]  |
| 2024 | 24º Game Developers Choice Awards | Prêmio de Inovação                        | Pendente       | [ 22 ]  |
| 2024 | 24º Game Developers Choice Awards | Melhor Tecnologia                         | Menção Honrosa | [ 22 ]  |
| 2024 | 24º Game Developers Choice Awards | Melhor Arte Visual                        | Pendente       | [ 22 ]  |
| 2024 | 24º Game Developers Choice Awards | Prêmio de Audiência                       | Pendente       | [ 22 ]  |
| 2024 | Independent Games Festival        | Grande Prêmio Seumas McNally              | Pendente       | [ 23 ]  |
| 2024 | Independent Games Festival        | Excelência em Áudio                       | Pendente       | [ 23 ]  |
| 2024 | Independent Games Festival        | Excelência em Design                      | Pendente       | [ 23 ]  |